# 森井智恵
森井 智恵（もりい ちえ、女性:1976年6月11日 - ）は熊本県出身の元バスケットボール選手である。旧姓・中山。JALラビッツに所属していた。ポジションはセンター・フォワード。

## 人物
樟蔭東高等学校から樟蔭東女子短大に進学。
卒業後、日本航空に入社。ユニバーシアードに出場した。
2001年に選手登録を一度外れ、アシスタントマネージャーとして1シーズン帯同した後、2002年選手復帰。
2003年に引退してアシスタントコーチに転じる。
2006年、1シーズン限定でプレイングコーチとして2度目の現役復帰。
2007年よりアシスタントコーチに再び専念。
2009年退部。

## 経歴
- 樟蔭東高等学校 - 樟蔭東女子短大 - 日本航空（1997年〜2007年）

## 日本代表歴
- 1997年ユニバーシアード